# NGC 1818
NGC 1818은 대마젤란 은하에 있는 구상 성단이다. 가장 오래된 항성은 20억 년이며, 거의 대부분 나머지 항성은 4~14억 년의 항성이다.